# زبان اوه‌ای
زبان اوه‌ای از شاخه کوایی در زیرگروه زبان‌های سودانی غربی و متعلق به خانواده زبان‌های نیجر-کنگو می‌باشد.این زبان در ساحل جنوبی آفریقای جنوبی بین رودخانه دلتا در کشور غنا و رودخانه مونو در توگو رواج دارد. در هر یک از این دو کشور نزدیک ۲ میلیون نفر به این زبان تکلم می‌کنند. واژه وودو (به انگلیسی: voodoo) ریشه‌ای اوه‌ای دارد.
1. ↑  Ewe در اتنولوگ (ویرایش ۱۷ام، ۲۰۱۳)
Waci در اتنولوگ (ویرایش ۱۷ام، ۲۰۱۳)
Kpesi در اتنولوگ (ویرایش ۱۷ام، ۲۰۱۳)